# 運動休閒風
運動休閒風（英語：Athleisure）是將運動服於日常穿著的風潮，自2010年代開始普及，其穿搭可以包括瑜伽褲、緊身褲、運動鞋及運動型的短褲。它可能由時裝品牌所帶起，隨著紡織材料的改良，促使運動服飾變得更加百搭、舒適和時尚。

## 市場規模及趨勢
據《今日美國》及《華爾街日報》於2015年的報導，運動休閒風的市場正在增長，取代典型的工作服款式，致使牛仔褲銷售萎縮。2014年的市場規模為350億美元，按年增長達8%。